# Заболоття (Пуховицький район)
Заболоття (біл. вёска Забалацце) — село в складі Пуховицького району Мінської області, Білорусь. Село підпорядковане Пережирській сільській раді, розташоване в центральній частині області.